# Orne (fleuve)
Pour les articles homonymes, voir Orne.
Ne doit pas être confondu avec Orne (rivière).
L'Orne est un fleuve côtier du nord-ouest de la France, dans les deux départements de l'Orne et du Calvados. C'est le deuxième plus important des cours d'eau normands, après la Seine, par sa longueur de 169,6 kilomètres et son débit. Après s'être frayé un chemin à travers les hauteurs de la Suisse normande, l'Orne arrose la ville de Caen, puis, canalisée, débouche dans la Manche par un estuaire d'une grande richesse écologique.
Elle donne son nom au département de l'Orne.

## Géographie

### Cours du fleuve

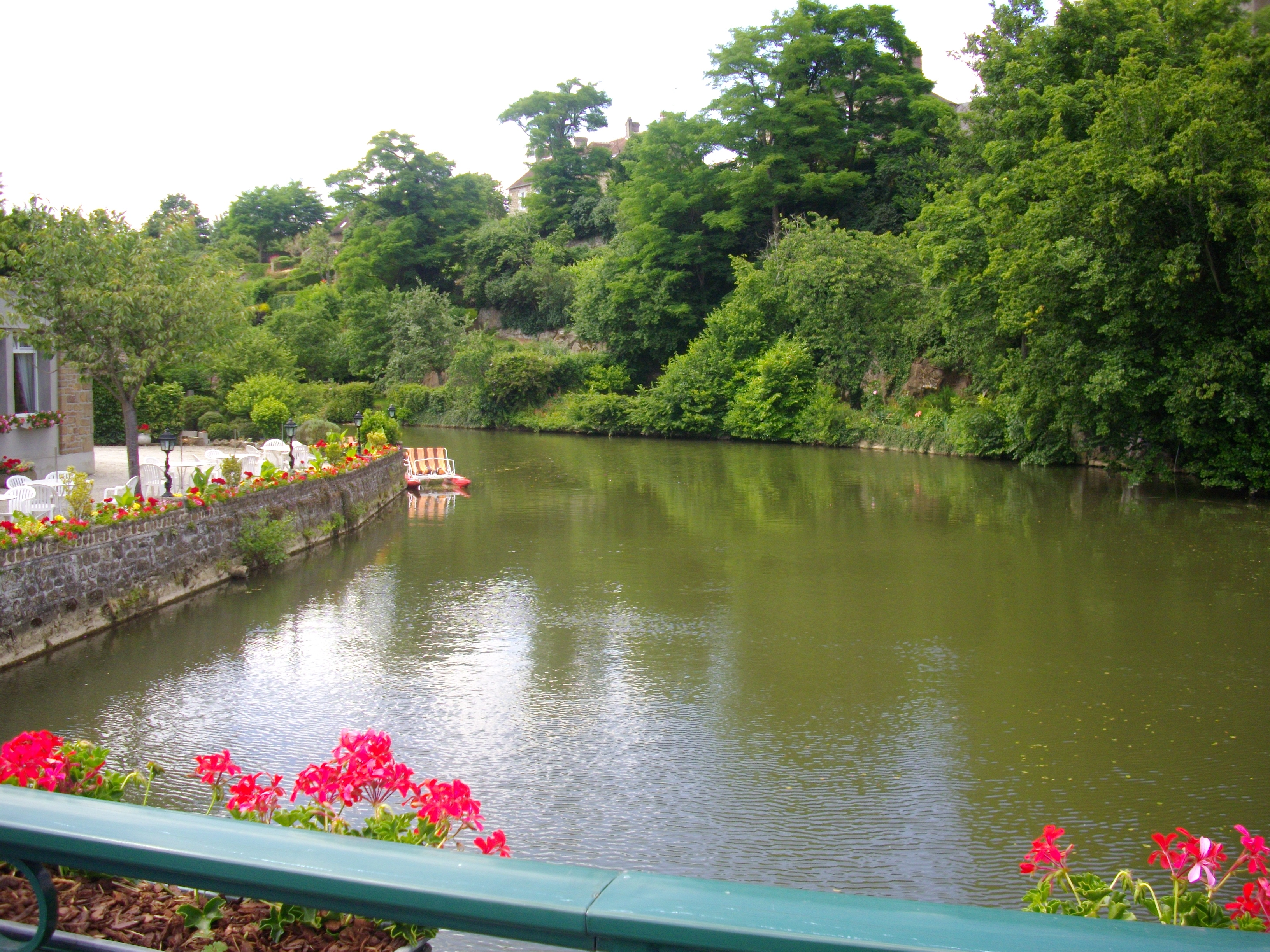
L'Orne à Putanges-Pont-Écrepin

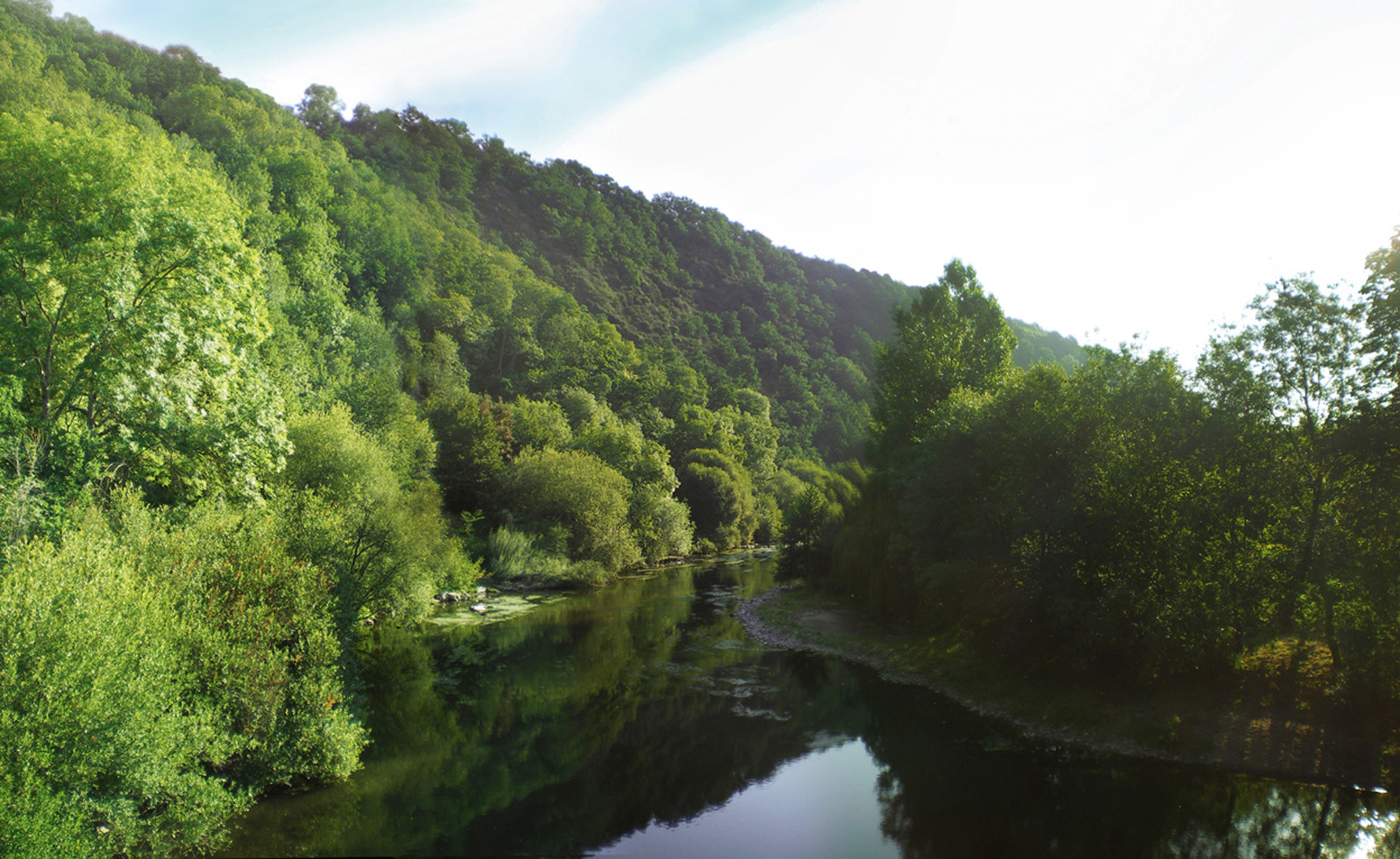
L'Orne au Pont-de-la-Mousse à Saint-Rémy-sur-Orne

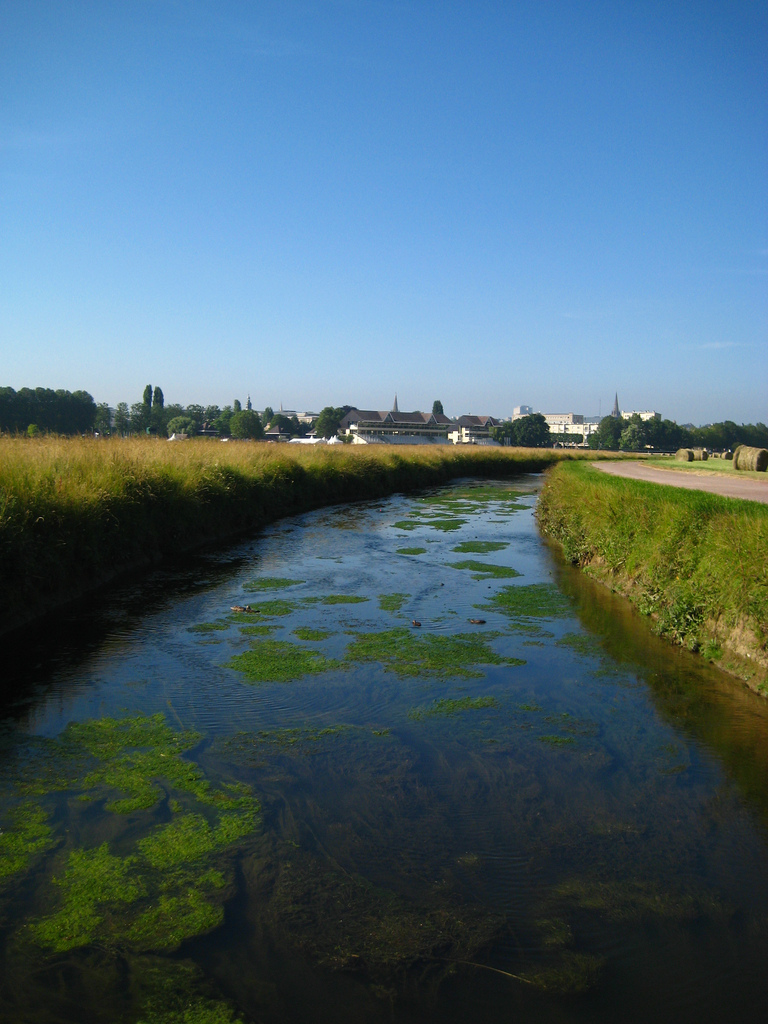
La Noë, bras de l'Orne traversant la Prairie à Caen

L'Orne prend sa source aux environs d'Aunou-sur-Orne, au nord-est de la forêt d'Écouves, près de Sées, à 190 mètres d'altitude, dans le département de l'Orne. Elle coule, en direction du nord-ouest, dans la plaine d'Argentan, puis surimpose sa vallée sinueuse et escarpée dans les granites d'Athis et les schistes et grès de la Suisse normande formant des gorges pittoresques. De Putanges à la forêt de Grimbosq, l'Orne parcourt sa trouée héroïque dans un environnement de buttes élevées et sauvages (mont d'Ancre, mont Cerisy), traçant un sillon profond encadré de parois rocheuses impressionnantes (rochers des Parcs, rochers de la Houlle, Pain de Sucre) près de Clécy. De nombreux moulins et sites de gué égayent le fond de la vallée. 
Juste en aval de Putanges, à l'entrée des gorges, le barrage de Rabodanges a été édifié, en 1960, pour régulariser le débit de l'Orne et produire de l'électricité (puissance de 6 500 kW), créant un lac artificiel d'une longueur de 7 km. Dans la dernière partie de son cours, après avoir franchi, près de Thury-Harcourt, la boucle du Hom et ses schistes, témoins de la chaîne cadomienne vieille de 650 à 540 millions d'années, l'Orne contourne le Cinglais, traverse la plaine de Caen avant de rejoindre la Manche à Ouistreham, dans le département du Calvados.

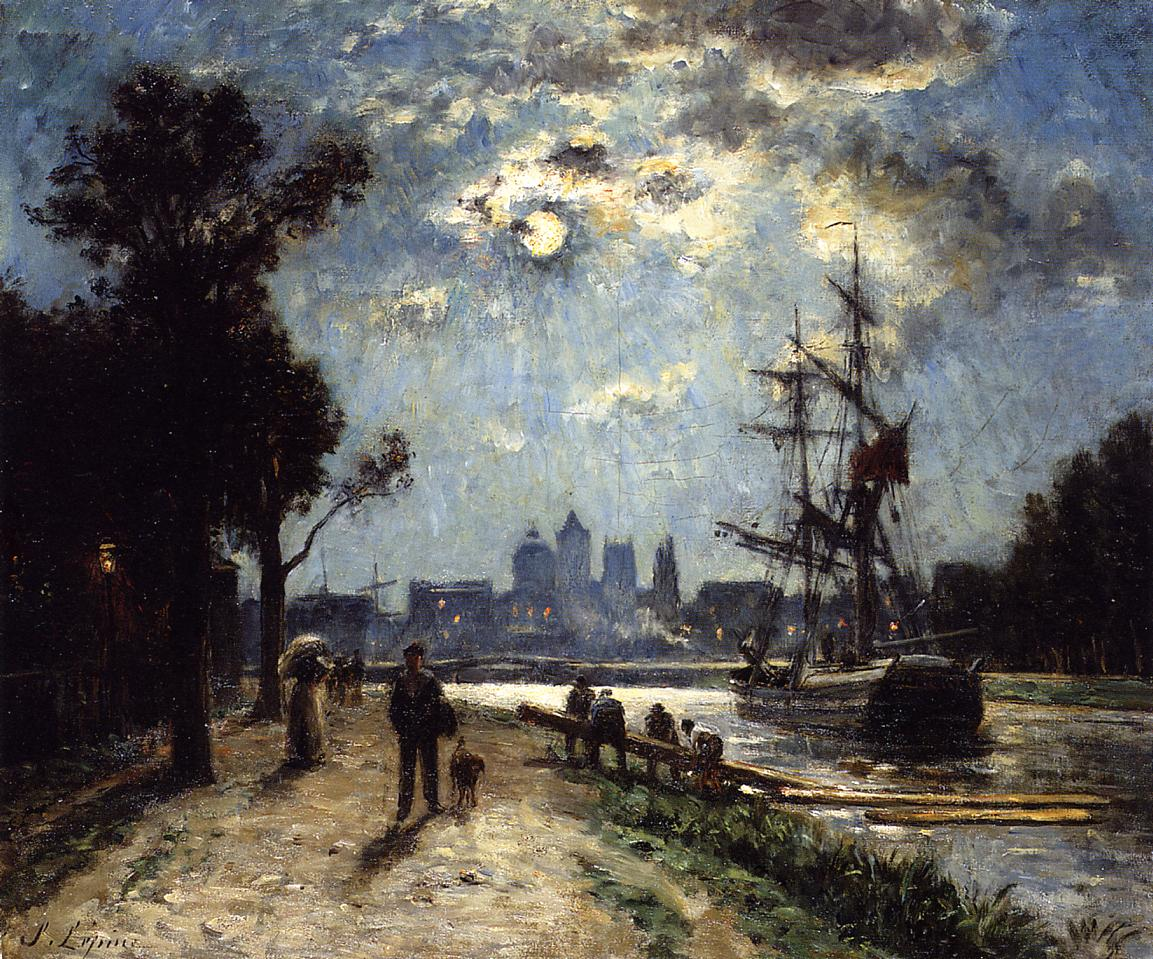
Caen, le long de l'Orne, cours Caffarelli, effet de lune
Stanislas Lépine, vers 1876
Collection privée, Vente 2004

À Caen, un petit bras d'eau, la Noë, se détache du fleuve en amont de Vaucelles, vers Montaigu, et traverse la Prairie. Il est ensuite rejoint par l'Odon et se jette dans le bras principal de l'Orne à l'extrémité du cours Montalivet. Depuis 1845, le cours aval de l'Odon a été canalisé pour former le bassin Saint-Pierre. Depuis 1860, la Noë est recouverte entre la Cité Grusse et la place Courtonne. Depuis les années 1930, le Grand Odon rejoint la Noë en longeant les boulevards de ceinture au nord de la Prairie.
Entre Caen et l'estuaire, le cours de l'Orne est doublé, sur une quinzaine de kilomètres, par le canal de Caen à la mer que peuvent emprunter des navires de haute mer. Le port de Caen-Ouistreham, composé de plusieurs bassins situés à proximité du centre-ville (bassin Saint-Pierre, nouveau bassin, bassin de Calix), est administré par les Ports normands associés (PNA) ; le trafic transmanche est concentré dans l'avant-port d'Ouistreham, alors que les autres trafics (bois, recyclages, céréales, engrais…) sont traités le long du canal.

### Départements et principales villes traversés
Dans deux départements, l'Orne traverse quatre-vingt-trois (83) communes dont :
- Orne : Sées, Argentan, Écouché, Putanges-Pont-Écrepin
- Calvados : Pont-d'Ouilly, Clécy, Saint-Rémy, Thury-Harcourt, Caen, Ouistreham

### Bassin versant
L'Orne traverse trente-deux zones hydrographiques.

### Organisme gestionnaire
L'organisme gestionnaire est le SYMOA ou Syndicat Mixte de l'Orne et ses Affluents, situé à Argentan (uniquement pour la partie amont du bassin versant).

## Affluents
Les principaux affluents et sous-affluents de l'Orne (de l'aval vers l'amont) sont :
- le Dan (rg[note 1]) à Blainville-sur-Orne,
- le Biez (rd), à Mondeville,
- l'Odon (rg), 47 km à Caen
  - l'Ajon, 12,1 km
- la Laize (rd), 32 km à Clinchamps-sur-Orne,
- la Guigne (rg), 11 km à Amayé-sur-Orne,
- le Noireau (rg), 43 km à Pont-d'Ouilly,
  - la Vère
    - la Visance

  - la Diane
- la Rouvre (rg), 42 km au Mesnil-Villement,
  - la Gine
  - la Rouvrette
- la Baize (rd), 26 km) aux Isles-Bardel,
- la Maire (rg), 16 km à Écouché,
- l'Udon (rg), 28 km à Écouché,
- la Cance (rg), 26 km à Écouché,
- l'Houay (rd), 13 km à Goulet,
- la Baize (rg), 15 km à Argentan,
- l'Ure (rd), 30 km à Argentan,
  - la Dieuge
- le Don (rd), 30 km à Médavy,
  - la Senelle
- la Thouanne (rg), 18 km à Mortrée,
- la Sennevière (rg), 14 km à Mortrée.

## Hydrologie
L'Orne draine un important bassin de 2 932 km2 dans le cadre d'un climat océanique marqué par la topographie. La vallée du fleuve est moins arrosée que les plateaux dont sont issus ses affluents. Le débit de 27,5 m3/s à l'embouchure est supérieur à celui des autres fleuves côtiers bas-normands, la Touques et la Vire, mais il se montre irrégulier. Globalement, les étiages sont bas.

### L'Orne à May-sur-Orne
L'Orne a été observée à la station I3621010, L'Orne à May-sur-Orne, depuis le 1er octobre 1983 , à 4 m d'altitude et pour un bassin versant de 2 506 km2
L'écart entre les basses et les hautes eaux est considérable dans un tel milieu, avec (5,13 m3/s en août contre 61,5 m3/s en janvier pour un débit moyen de 25,4 m3/s à May-sur-Orne, quelques kilomètres en amont de Caen).

### Étiage ou basses eaux
À l'étiage, c'est-à-dire aux basses eaux, le VCN3, ou débit minimal du cours d'eau enregistré pendant trois jours consécutifs sur un mois, en cas de quinquennale sèche s'établit à 1,6 m3/s, ce qui est peu mais reste très convenable,.

### Crues
Sur cette période d'observation, le débit journalier maximal a été observé le 6 janvier 2001 pour 443 m3/s. Le débit instantané maximal a été observé le même 6 janvier 2001 avec 477 m3/s en même temps que la hauteur maximale instantanée de 5 960 mm soit 5,96 m.
Le QIX 2 est de 180 m3/s, le QIX 5 est 260 m3/s, le QIX 10 est de 320 m3/s, le QIX 20 est de 370 m3/s et le QIX 50 est de 440 m3/s. Le QIX 100 n'a pas pu être calculé vu la période d'observation de 37 ans.

### Lame d'eau et débit spécifique
La lame d'eau écoulée dans cette partie du bassin versant de la rivière est de 320 millimètres annuellement, ce qui est légèrement au-dessus de la moyenne en France, à 300 mm/an. Le débit spécifique (Qsp) atteint 10,1 litres par seconde et par kilomètre carré de bassin.

## Histoire

### Hydronymie

#### Attestations anciennes
- Olina au IIe siècle chez Ptolémée,
- Olnus en 1020 dans une charte du duc de Normandie Richard II,
- Olna en 1060 - 1070 dans le cartulaire de Saint-Martin de Sées,
- Olena en 1077 dans le cartulaire de Saint-Étienne de Caen,
- Olna fluvius en 1138 chez Orderic Vital,
- Ougne en 1150 chez Wace,
- Ogna et Ulna en 1197,
- Olna en 1216,
- Ouna en 1227 dans le cartulaire de l'abbaye d'Ardenne
- Oingne en 1280
- Urna en 1454
- Olne[10].

#### Étymologie
Certains spécialistes ont proposé un thème hydronymique *ol-
. L'astérisque signifie que cet élément n'est attesté dans aucune langue connue, donc il s'agit d'une hypothèse ad hoc de ces auteurs. En outre, ils ne lui donnent aucune signification précise.
En revanche, la cohérence des attestations anciennes et la comparaison avec le nom d'autres rivières Orne impliquent l'existence d'un type hydronymique Olina, bien attesté, et dont l'évolution régulière en Orne est conforme aux règles de la phonétique historique. L'hydronyme Olina a été rapproché du nom indo-européen du « coude », stipulé par la similarité du terme signifiant « coude » dans différentes langues indo-européennes : vieil irlandais uilen, gallois, breton, vieux cornique elin, latin ulna, grec ōlénē, gotique aleina, etc. En réalité, Olina remonterait à un gaulois *olina signifiant « coude » postulé par le vieil irlandais uilen, les gallois, breton et vieux cornique elin qui remontent au celtique commun *olīnā. D'un point de vue topographique, l'Orne dessine en effet un vaste coude.

### Aménagements: la basse vallée de l'Orne

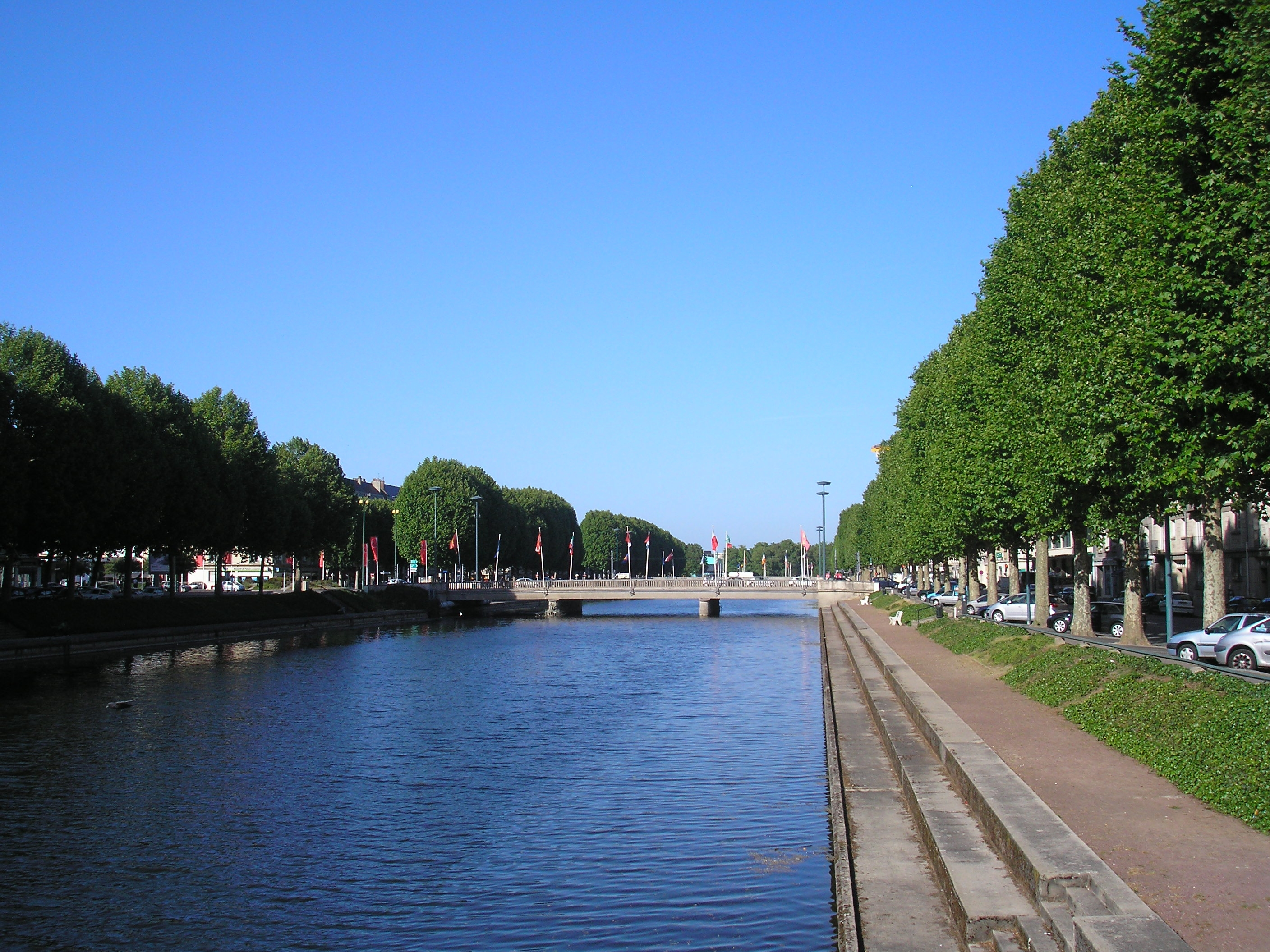
L'Orne canalisée à Caen.

Un port est attesté sur le petit bras de l'Orne, appelé Noë, depuis le XIe siècle. De ce fait, le cours inférieur de l'Orne, naturellement marqué par de nombreux méandres, a fait l'objet de l'attention des hommes et le lieu d'aménagements nombreux destinés à relier efficacement Caen à la mer. Comme dans la plupart des estuaires d'Europe, l'envasement rend la navigation difficile à partir du XVe siècle-XVIe siècle.
En 1679, l'Orne est redressée entre les carrières de Ranville et Clopée à Mondeville.
À la fin du XVIIIe siècle, les habitants de la région doivent à la fois lutter contre l’ensablement de l’estuaire qui menace le débouché maritime de la grande cité normande et protéger cet espace d’éventuelles attaques de la marine britannique (de nombreux ouvrages défensifs – redoutes, comme celle de Merville, corps de garde – sont ainsi édifiés). En 1762, le tirant d'eau du port n'est que de 4 à 5 pieds. En 1780, le canal de redressement de l'Orne commencé en 1764 entre Clopée (Mondeville) et Caen est ouvert à la navigation.
L'Orne, toujours soumis aux marées, reste toutefois un port d'échouage. Les travaux réalisés au XVIIe siècle et XVIIIe siècle sont jugés insuffisants et un projet de canalisation, ayant pour objectif de supprimer l’influence des marées dans la basse vallée de l’Orne, est proposé par l’ingénieur Cachin dès 1798. Cette étude minutieuse proposait de redresser le cours du fleuve, évitant les sinuosités multiples, avec un accès direct pour les navires de moyen tonnage au bassin sis au pied des remparts de Caen, et la construction d’un avant-port à Ouistreham.
La construction du canal de Caen à la mer et l’aménagement de ses abords ne sont entrepris que sous le Second Empire et l'ouvrage est inauguré le 23 août 1857. La nouvelle voie d’eau mesure 14 kilomètres et avait à l'origine une largeur de 15 mètres et une profondeur dépassant les 5 mètres (depuis le canal a été élargi et approfondi plusieurs fois). L'Orne est alors redressée entre Ranville et le corps de garde de Sallenelles ; l'ancien lit du fleuve est en partie repris par le canal (entre Pegasus Bridge et le déversoir du Maresquier),.
La plupart du trafic commercial est dérouté sur le canal, mais l'Orne reste toutefois utilisée comme voie navigable, notamment pour le transport de passagers. Le débarcadère des bateaux à vapeur est ainsi établi sur le quai de Juillet. La construction du barrage du cours Montalivet, ouvert en 1912, vient toutefois sonner le glas de la navigation commerciale sur le fleuve.

### Projets de l'Orne à la Loire
Les projets visant à rendre navigable l'Orne en amont de Caen jusqu'à Argentan ont été nombreux à voir le jour au XVIIIe siècle et au début du XIXe siècle, mais les difficultés étant grandes pour établir un chemin de halage et réguler le cours du fleuve parsemé de hauts fonds et coulant entre d'énormes rochers taillés à pic, elles découragèrent plus d'un ingénieur de l'Ancien Régime. Au début du XIXe siècle, alors que les périodes troublées de la Révolution et de l'Empire laissaient place à une ère plus propice aux affaires, que les techniques rendaient les projets plus réalistes, Louis Becquey, directeur général des ponts et chaussées, présenta un rapport complet devant les membres de la Société d'agriculture et de commerce de Caen, le 16 août 1820. Il reprenait les anciens projets et se proposait d'aller au-delà, en reliant l'Orne au bassin de la Loire via deux canaux susceptibles de mettre en communication les deux bassins hydrographiques.
- Un canal de l'Orne à la Mayenne, établissant une communication entre Caen et Angers, en passant par Pont-d'Ouilly, Domfront, Mayenne et Laval. Cet ouvrage aurait eu une longueur de 160 kilomètres[note 8] et coûté 10 945 000 francs ; il aurait pris son origine à Caen, où l'Orne est navigable, et aurait abouti à Laval, où la Mayenne commence à l'être. La dépense énoncée comprenait les aménagements à réaliser sur l'Orne, de Caen à la mer, et sur la Mayenne, de Laval à la Loire[21].
- Le canal d'Alençon, ou jonction de la Sarthe à l'Orne, depuis Le Mans sur la Sarthe, jusqu'à Pont-d'Ouilly, en passant par Alençon et Argentan. La longueur du trajet de cette variante était voisine du projet précédent, environ 161 kilomètres mais la dépense moindre : 8 500 000 francs, selon des conditions identiques[21].

Ces deux propositions suscitèrent l'intérêt. En 1839, le conseil général du Calvados émet ainsi un vœu « tendant à ce que le canal de Caen à Angers soit entrepris le plus tôt possible, et que la direction en soit fixée par Mayenne et Laval, avec un double embranchement sur Alençon et sur Argentan, par Écouché ». Mais la nécessité de faire un choix entre les deux tracés, le coût élevé des deux variantes retardèrent la mise en œuvre des travaux. L'arrivée du chemin de fer dans les années 1850 mit un terme à cet ambitieux projet de liaison fluviale ; ainsi le conseil général du Calvados déclare en 1855 que la ligne Le Mans - Mézidon, dernier maillon de la ligne ferroviaire Caen - Tours, est « le complément du canal de Caen à la mer et le remplacement naturel de celui si longtemps projeté pour mettre, au moyen de la canalisation de l'Orne, le bassin de la Manche en communication avec celui de la Loire ». Le projet est toutefois évoqué régulièrement : il est prévu dans le cadre du plan Freycinet, mais seulement en troisième catégorie ; un comité d'étude est formé dans les années 1895-1896 et à sa demande l'ingénieur Barbé dresse un projet de canal entre Caen et Pont d'Ouilly ; l'idée ressurgit enfin dans les années 1910, sans être réalisée.

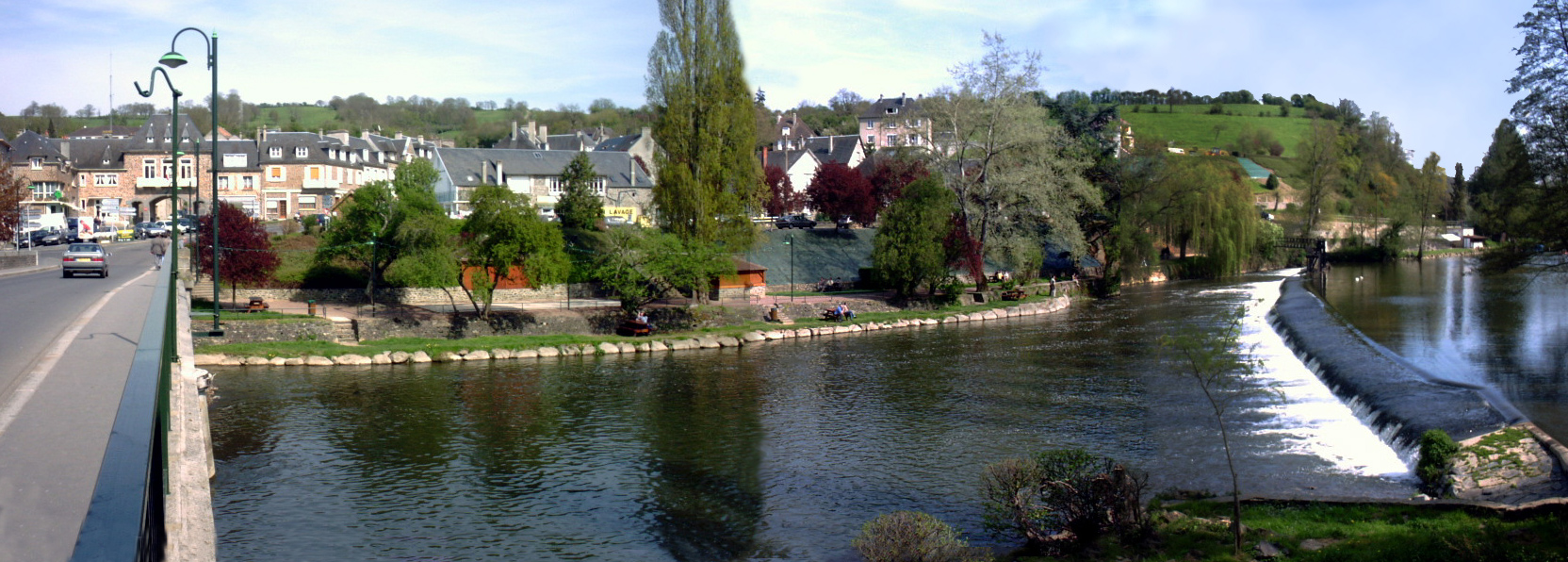
L'Orne à Pont-d'Ouilly

## L'estuaire de l'Orne

### Définition
Juridiquement, le début de l'estuaire de l'Orne peut être fixé à différents endroits.
Les effets de la marée sur l'Orne se font sentir jusqu'au barrage du cours Montalivet.
La limite de salure des eaux (LSE), définie comme le point de cessation de la salure des eaux qui constitue, dans les estuaires, la frontière entre le champ d'application de la pêche maritime et de la pêche fluviale, est fixée à Caen au niveau barrage dit « La Passerelle ». Cette limite, initialement fixée par un décret du 10 mai 1902, a été reprise par le décret no 2014-1608, alors que ce barrage a été détruit après l'ouverture en 1912 du barrage du cours Montalivet.
La limite transversale de la mer (LTM), qui marque la limite entre le domaine public fluvial et maritime, est quant à elle fixée, par deux décrets du 8 juillet 1851 et du 25 août 1856, à une ligne passant par la chapelle du château de Bénouville et par la tête du nouveau lit de l’Orne, dans les marais de Ranville.
Enfin, la partie canalisée de l'Orne se termine au niveau du déversoir du Maresquier (ancien lit du fleuve réutilisé par le canal de Caen à la mer). Après cet ouvrage, commence véritablement la baie de l'Orne (entre la pointe du Siège à Ouistreham et Sallenelles).

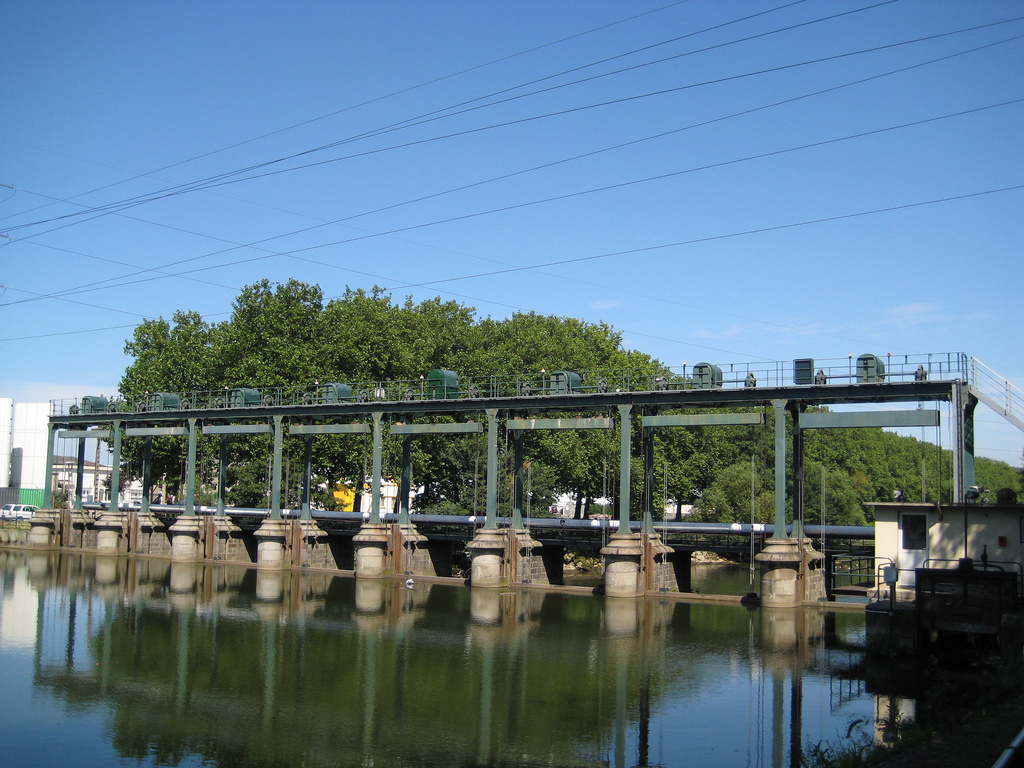
Barrage du cours Montalivet
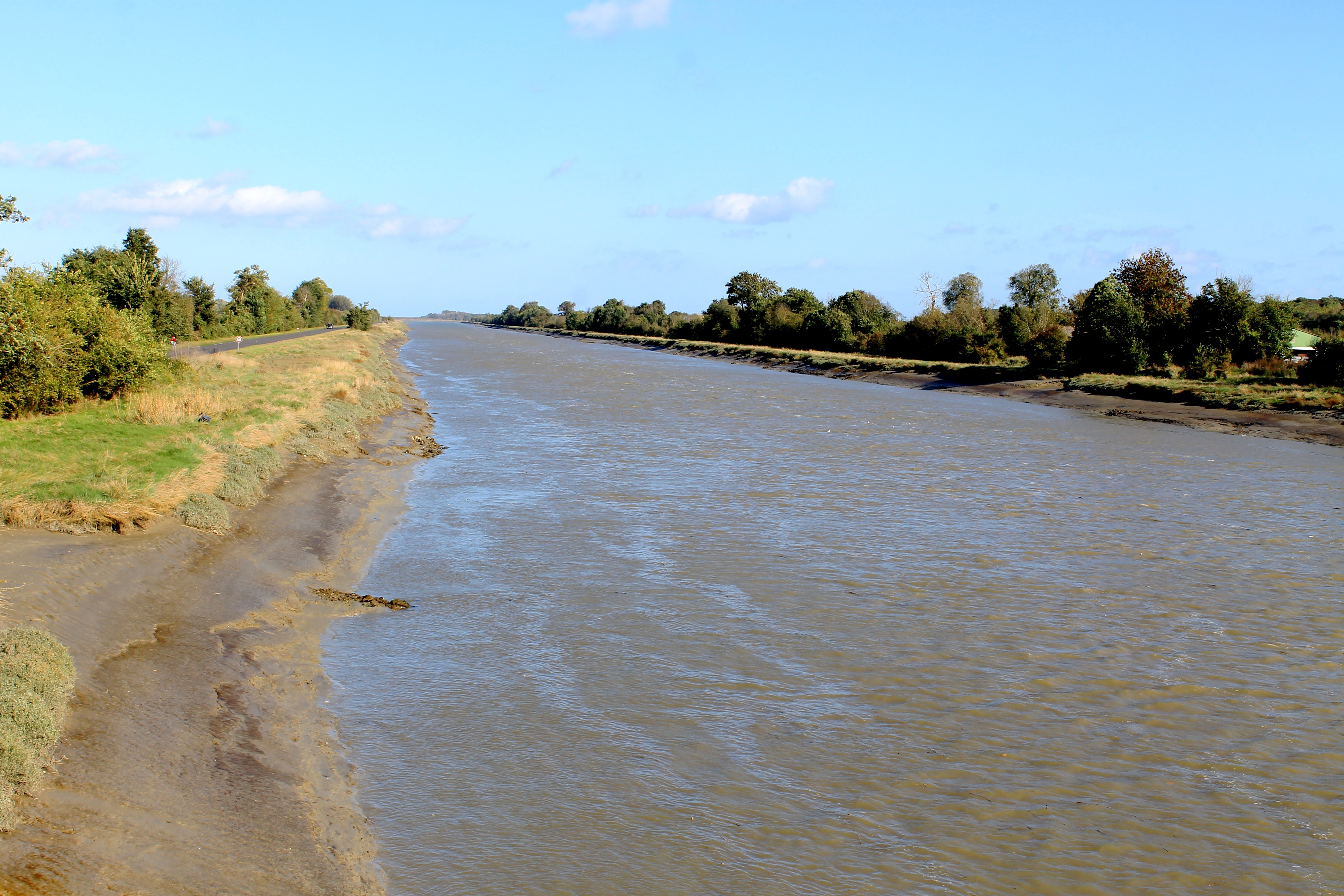
La partie de l'Orne canalisée à Ranville
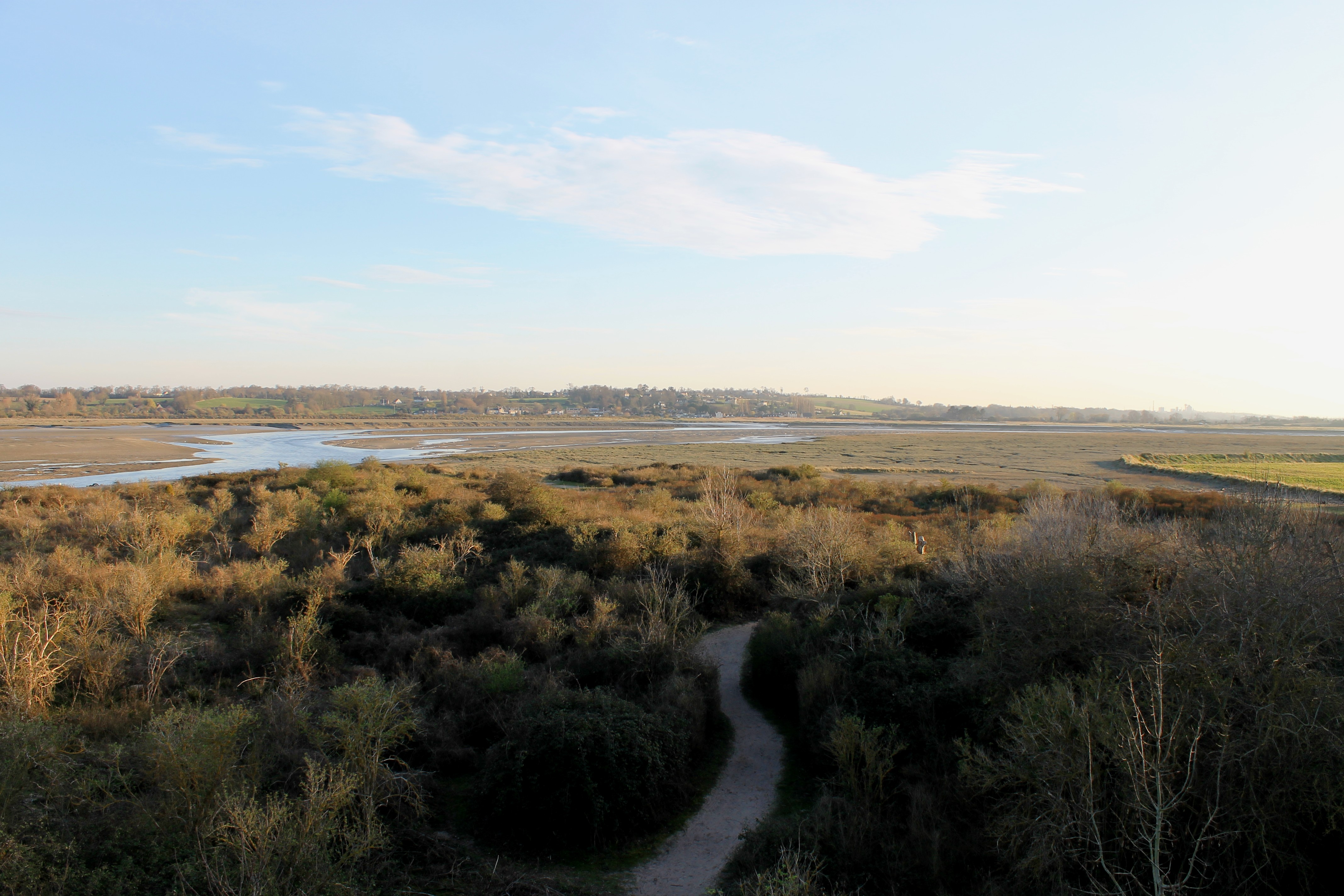
Baie de l'Orne depuis la pointe du Siège

### Environnement
L'estuaire de l'Orne, dont une large zone a été acquise par le Conservatoire du littoral entre 1984 et 2003, constitue un milieu naturel exceptionnel car remodelé en permanence par les forces naturelles, mais il s'agit également d'un espace menacé par les activités humaines : canalisation de l'Orne, aménagement de l'avant-port d'Ouistreham, développement touristique de Merville-Franceville-Plage, ouvrages militaires (site du débarquement de 1944). Pourtant le contact du fleuve et de la mer a multiplié les milieux et paysages (cordons dunaires, vasières, marais saumâtres, prairies humides, herbus, roselières) favorisant la diversité de la flore et de la faune.
L'estuaire présente un très riche patrimoine ornithologique avec plus de 160 espèces recensées, qu'il s'agisse d'oiseaux sédentaires ou migrateurs, aquatiques ou marins. Parmi les espèces du large, sont représentés le goéland, la macreuse noire, le grand cormoran, l'eider à duvet. La zone aquatique est occupée par le courlis cendré, le grèbe huppé, le chevalier gambette, l'huîtrier pie ou encore le pluvier argenté. Des espèces remarquables nichent dans ce riche sanctuaire écologique comme le hibou moyen-duc, le bruant des neiges, la mésange à moustaches, l'alouette hausse-col et le martin-pêcheur. Disparus depuis les années 1930, les veaux marins forment à nouveau une petite colonie dans l'estuaire.
La diversité de la flore est tout aussi grande. Plus de 280 espèces végétales ont été dénombrées (auxquelles il convient d'ajouter quelque 400 espèces de champignons) dont certaines sont très rares en Normandie comme l'ail maraîcher, le muscari à toupet, la dame de onze heures. D'autres plus communes bénéficient d'une protection, telles l'élyme des sables appelée également seigle de mer, l'aster maritime, l'argousier ou encore l'obione et la salicorne.

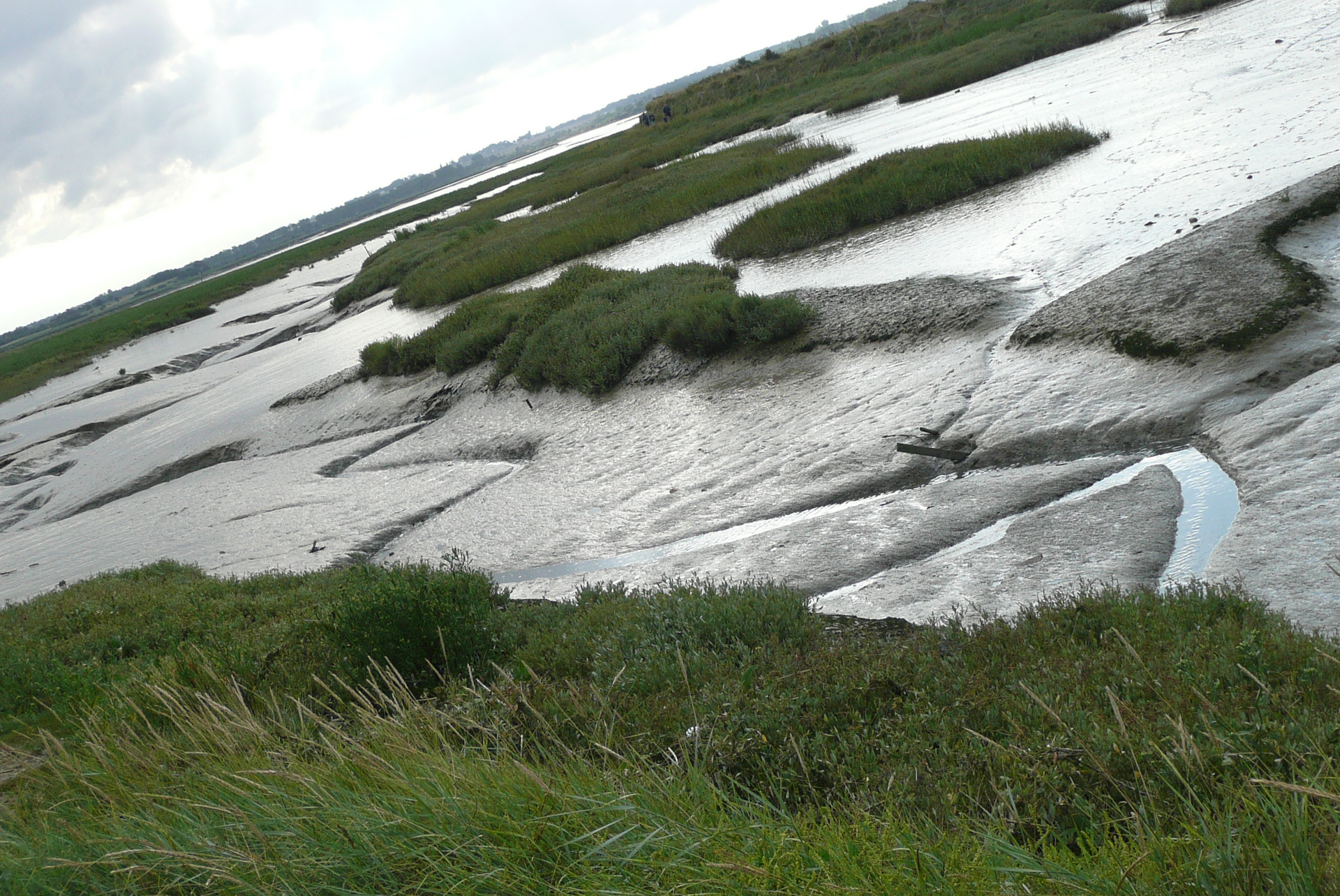
Estuaire de l'Orne à Sallenelles.
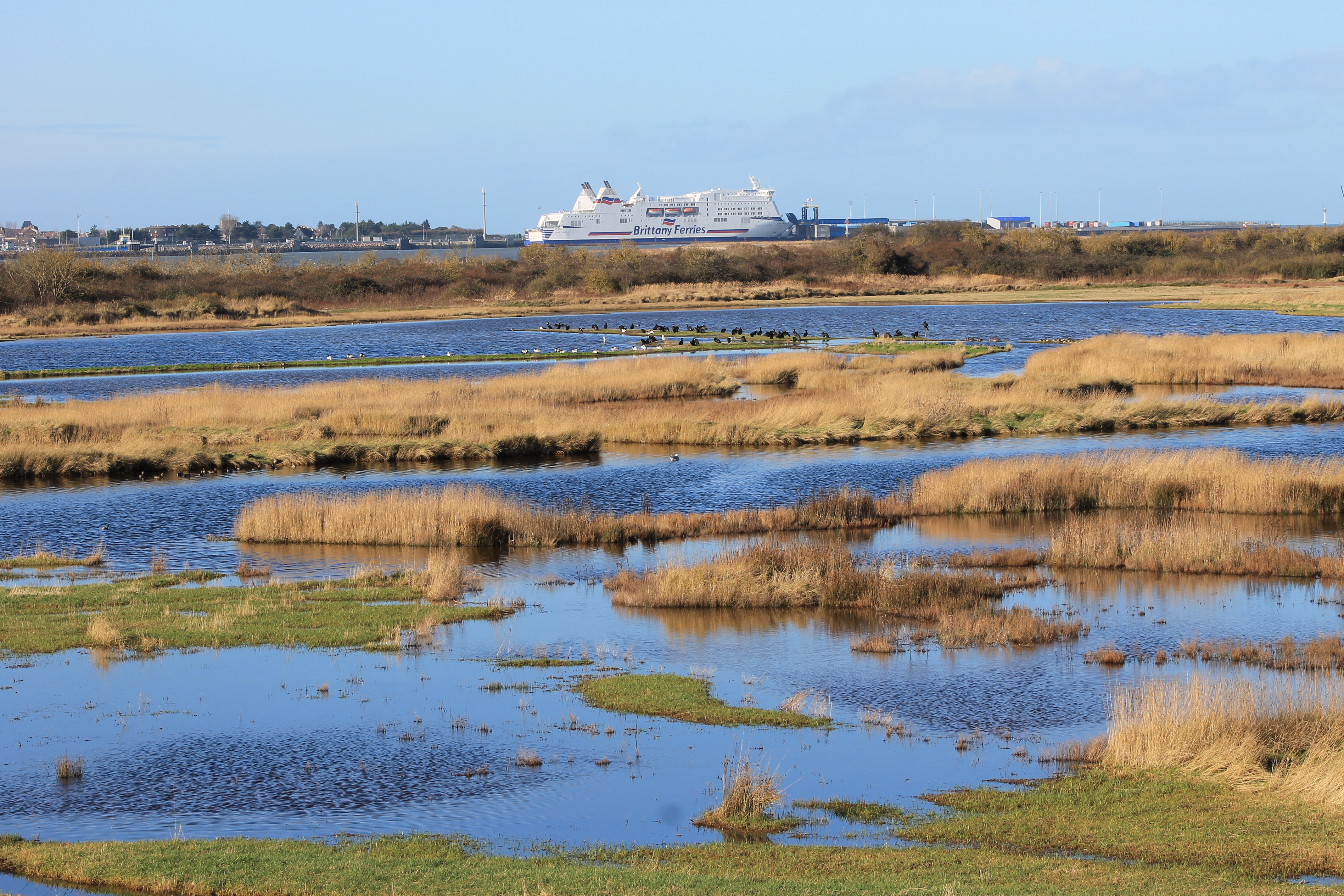
Réserve ornithologique.
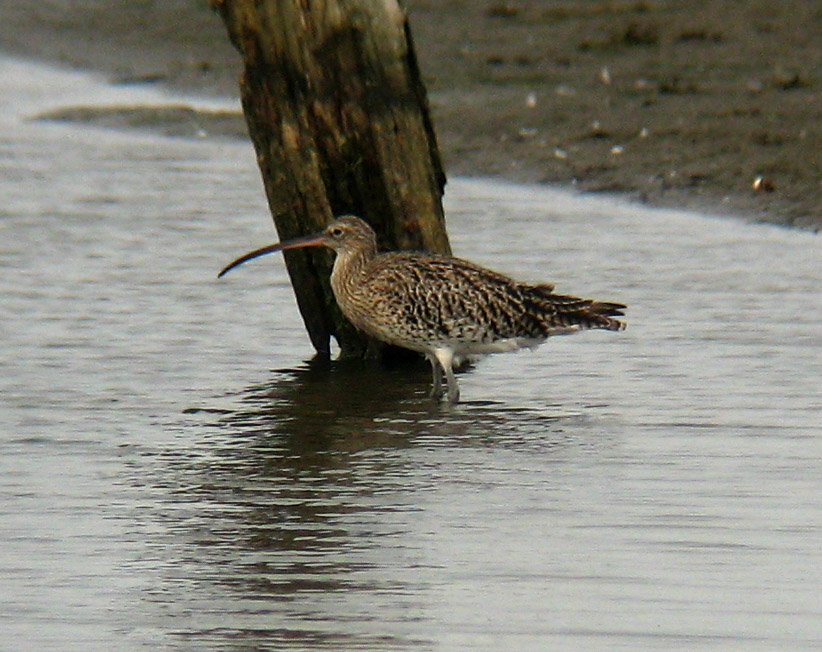
Courlis cendré.